# Hylaeamys tatei
Chuột gạo Tate (Danh pháp khoa học: Hylaeamys tatei) là một loài động vật gặm nhấm trong nhóm chuột gạo Oryzomyni thuộc họ chuột Cricetidae, chúng là một loài gặm nhấm phân bố ở Nam Mỹ. Nó chỉ được biết đến từ dãy núi phía đông của dãy núi Andes ở trung tâm Ecuador, nơi mà nó đã được tìm thấy ở độ cao từ 1130 đến 1520 m. Hylaeamys tatei có quan hệ gần gũi nhất với Hylaeamys yunganus, với phạm vi phân bố diễn ra ở khắp vùng Amazonia. Loài này được tìm thấy trong rừng nhiệt đới nhiệt đới và có thể là trên mặt đất và có thể là loài hoạt động về đêm (loài ăn đêm). Nó được đặt tên theo nhà động vật học người Mỹ George Henry Hamilton Tate.